# Grand Theft Auto: The Trilogy – The Definitive Edition
Ne doit pas être confondu avec Grand Theft Auto: The Trilogy.
Grand Theft Auto: The Trilogy – The Definitive Edition (plus communément abrégé GTA: The Trilogy – The Definitive Edition) est une compilation, en version remasterisée, des trois jeux vidéo majeurs de l'univers 3D de la série Grand Theft Auto, que sont Grand Theft Auto III, Vice City et San Andreas. Le titre The Trilogy fait référence à la compilation du même nom regroupant les trois opus dans leur version d'origine, commercialisée à partir de 2005 sur Xbox puis PlayStation 2, Microsoft Windows et Mac OS X.
La trilogie remise au goût du jour sort le 11 novembre 2021 sur PlayStation 4, PlayStation 5, Xbox One, Xbox Series, Nintendo Switch et Microsoft Windows, quelques semaines après le 20e anniversaire de GTA III. Les versions mobiles ont également été annoncées pour iOS et Android au même moment, avant de sortir le 14 décembre 2023 sur l'App Store et Google Play ainsi qu'être accessibles gratuitement grâce à un abonnement à Netflix.
Développée par Grove Street Games (les jeux d'origine ayant été développés par Rockstar North) et publiée par Rockstar Games, cette nouvelle compilation propose notamment des améliorations visuelles et des mises à jour de gameplay aux opus des années 2000, avec le moteur Unreal Engine. Vidéo Games Deluxe s'occupe par la suite des versions mobiles avant de travailler sur une mise à jour importante pour les versions consoles et PC.

## Contenus
Grand Theft Auto: The Trilogy – The Definitive Edition regroupe trois jeux de la série Grand Theft Auto : Grand Theft Auto III (2001), Grand Theft Auto: Vice City (2002) et Grand Theft Auto: San Andreas (2004). Ce sont des jeux d'action-aventure en vue à la troisième personne, dans lesquels le joueur accomplit des missions des scénarios linéaires avec des objectifs définis afin de progresser dans l'histoire. En dehors des missions, le joueur peut explorer librement le monde ouvert et effectuer des missions secondaires optionnelles,,. Certaines zones du jeu deviennent accessibles à mesure que le joueur avance dans le scénario,,.

### Grand Theft Auto III
Grand Theft Auto III se déroule à Liberty City, une ville fictive inspirée de New York. L'histoire suit Claude, un protagoniste silencieux trahi et laissé pour mort par sa petite amie lors d'un braquage. Animé par un désir de vengeance, il plonge dans un univers de crime, de drogue, de guerres de gangs et de corruption.

### Grand Theft Auto: Vice City
Vice City prend place en 1986 dans la ville fictive de Vice City, inspirée de Miami. Le jeu suit Tommy Vercetti, un mafieux récemment libéré de prison qui, après un deal de drogue qui tourne mal, commence à bâtir un empire criminel en éliminant ses concurrents et en prenant le contrôle de la ville,.

### Grand Theft Auto: San Andreas
San Andreas se déroule en 1992 dans l'État fictif de San Andreas, qui comprend trois grandes villes : Los Santos, San Fierro et Las Venturas, inspirées respectivement de Los Angeles, San Francisco et Las Vegas. Le joueur incarne Carl "CJ" Johnson, un ancien gangster qui revient dans sa ville natale après l’assassinat de sa mère. Rapidement, il se retrouve mêlé à son ancien gang, à des activités criminelles et à des confrontations avec des criminels puissants et des autorités corrompues,,.

### The Definitive Edition
Les trois titres sont remasterisés pour The Definitive Edition, incluant un système d'éclairage reconstruit, des modèles de véhicules et de personnages améliorés, de nouvelles conceptions pour la navigation et l'affichage tête haute, ainsi que des ombres, des reflets et des distances de rendu optimisés. Les contrôles ont été mis à jour pour correspondre à ceux de Grand Theft Auto V (2013), et le système de points de contrôle a été amélioré pour permettre un redémarrage automatique. Sur Nintendo Switch, le jeu bénéficie du ciblage gyro et du support tactile.  Certains morceaux de musique et cheats des versions originales des jeux ont été retirés,, tout comme le mode multijoueur coopératif de San Andreas.  Le joueur peut désormais courir et tirer simultanément dans les trois jeux, une fonctionnalité auparavant réservée à San Andreas.

## Développement
Grand Theft Auto: The Trilogy – The Definitive Edition a été développé par et publié par Rockstar Games.  Sous son ancien nom de War Drum Studios, Grove Street Games avait précédemment développé les versions mobiles de la trilogie, ainsi que les versions PlayStation 3 et Xbox 360 de San Andreas,. L'édition définitive a été en développement pendant deux ans, et utilise le moteur Unreal Engine 4 pour le rendu,, tandis que les jeux originaux utilisaient RenderWare. L'équipe de développement a constaté que le portage du jeu vers ce moteur le rendait « plus propre », ce qui les a amenés à devoir le rendre « plus sale » afin de préserver l'apparence originale. 
Rockstar avait résisté à la tendance des remakes de jeux vidéo, car l'équipe estimait qu'ils nécessitaient beaucoup de soin et d'attention, mais ils ont finalement jugé que le remaster était « un moyen de préserver les titres pour la prochaine décennie, voire plus », sans avoir à traiter avec la technologie obsolète.  Ils ont trouvé que Grand Theft Auto III était le jeu le plus difficile à mettre à jour de la trilogie en raison de ses ressources vieillissantes; en comparaison, San Andreas était beaucoup plus facile, car le département artistique original avait appris à tirer parti du matériel de l'époque.
L'équipe souhaitait que The Definitive Edition conserve l'ambiance des jeux originaux ; dans cette optique, elle a copié le code physique original. Ils ont initialement tenté de reconstruire certains des principaux bâtiments à partir de zéro, tels que les maisons des personnages joueurs, mais ont constaté une différence de qualité par rapport aux autres bâtiments. Certains éléments ont été améliorés à partir des jeux originaux, tandis que d'autres ont été entièrement reconstruits. L'équipe a utilisé un programme d'intelligence artificielle pour agrandir les textures avant d'effectuer des ajustements manuels ; le producteur Rich Rosado a estimé que plus de 100 000 textures ont été modifiées. La fonction de navigation ajoutée a été mise en œuvre en utilisant le calcul de trajectoires ainsi qu'une analyse des itinéraires empruntés par les personnages non-joueurs (PNJ), bien que cela ait nécessité quelques ajustements manuels ; l'équipe a trouvé que ces implémentations étaient des « gains faciles » grâce à la technologie existante. Ils souhaitaient que l'édition définitive fonctionne de manière fluide sur toutes les plateformes tout en tirant parti du matériel plus performant.
Rosado a affirmé que « le défi artistique semblait insurmontable au début » en raison de l'ampleur du remastering simultané de trois jeux, en particulier l'immensité de San Andreas.  L'équipe a évité de rendre les jeux trop réalistes, estimant que les personnages dont les données de capture de mouvement étaient codées pour les modèles caricaturaux à fil de fer originaux risquaient de paraître déplacés. Ils souhaitaient que les personnages conservent leur apparence originale, soulignant que le jeu « doit ressembler à ce dont vous vous souvenez ». Ils ont rencontré des difficultés en travaillant sur les personnages, car ajouter des détails « là où il n'y en avait pas auparavant" risquait de perturber l'"image mentale » du joueur des conceptions des personnages ; l'équipe a consulté les développeurs de Rockstar North, y compris certains des artistes originaux des jeux. Une grande partie du matériel des jeux originaux comme l'audio source, les textures, le matériel de référence et les modèles de personnages n'a pas pu être retrouvée en raison de l'absence d'archives, l'équipe de développement originale « n'ayant jamais pensé qu'elle devrait revisiter ces projets ».

## Sortie et publication
L'existence de The Definitive Edition a été rapportée pour la première fois en août 2021 par Kotaku, affirmant que son développement était dirigé par Rockstar Dundee. Les spéculations médiatiques ont continué en septembre après que le Game Rating and Administration Committee de Corée du Sud a attribué une classification au jeu, et début octobre, après qu'une mise à jour du Rockstar Games Launcher ait inclus des données faisant référence au jeu, telles que des logos, des illustrations et des réalisations. Rockstar a annoncé la trilogie le 8 octobre 2021, coïncidant avec le mois anniversaire des 20 ans de la sortie originale de Grand Theft Auto III. Il a été révélé que la trilogie comporterait des améliorations à tous les niveaux tout en préservant l'apparence et l'ambiance classiques des jeux originaux.
Les versions existantes des trois jeux ont été retirées de la vente sur les détaillants numériques pour consoles et Windows le 13 octobre 2021,. Ce mouvement a été critiqué par le public et les journalistes, qui ont exprimé des préoccupations concernant la préservation des jeux vidéo, le manque de choix entre les versions et la suppression potentielle de musique en raison de licences expirées, comme cela s'était produit lors de précédentes rééditions,. Wesley Yin-Poole, de Eurogamer, a qualifié cette décision de « coup porté à la préservation des jeux vidéo » et de mauvais choix pour les joueurs. À la sortie du jeu, Rockstar a confirmé que la musique correspondait aux rééditions les plus récentes de la trilogie en 2014, avec plus de 30 chansons manquantes de Vice City et San Andreas au total. Certains cheats ont été supprimés car ils « ne fonctionnaient pas bien » avec Unreal Engine. Le 19 novembre, Rockstar a annoncé que les versions originales seraient proposées sous forme de pack sur le Rockstar Store; elles ont été livrées gratuitement aux propriétaires de The Definitive Edition le 3 décembre, et sont restées disponibles avec toutes les acquisitions du jeu jusqu'au 30 juin 2022. Les clients ayant acheté The Definitive Edition via le Rockstar Games Launcher étaient éligibles pour recevoir un jeu Rockstar gratuit entre le 20 décembre 2021 et le 5 janvier 2022.
Les précommandes de The Definitive Edition ont débuté le 22 octobre 2021, accompagnées de la publication de la première bande-annonce complète et de captures d'écran illustrant les améliorations graphiques. Le jeu est sorti le 11 novembre 2021 sur Nintendo Switch, PlayStation 4, PlayStation 5, Windows, Xbox One et Xbox Series X/S. Les versions physiques, initialement prévues pour le 7 décembre, ont été reportées au 17 décembre pour PlayStation 4, Xbox One et Xbox Series X, et au 11 février 2022 pour la Switch. La version Windows prend en charge la technologie Nvidia DLSS, tandis que les versions PlayStation 5 et Xbox Series X affichent une résolution 4K avec un taux pouvant atteindre 60 images par seconde. Le jeu a été rendu disponible sur Steam le 19 janvier 2023, permettant la compatibilité avec le Steam Deck,et sur l'Epic Games Store le 15 février. 
Le jeu devait initialement être lancé le 11 novembre à 10 h (heure de l'Est, UTC−05:00), mais une erreur sur le PlayStation Store a permis aux précommandes de se débloquer à minuit localement, offrant ainsi aux joueurs en Australie et en Nouvelle-Zélande un accès plus de 24 heures avant la date prévue sur PlayStation 4 et PlayStation 5. La fiche numérique a été temporairement retirée du PlayStation Store. 
Lors de la sortie, le Rockstar Games Launcher est resté hors ligne pendant environ 28 heures pour une « maintenance », rendant le jeu injouable et impossible à acheter sur Windows. Après la restauration du launcher, le jeu est resté indisponible tandis que Rockstar procédait au retrait de « fichiers inclus involontairement ». Selon les informations découvertes par des data miners, ces fichiers comprenaient les morceaux de musique retirés des stations de radio, des notes cachées des développeurs ainsi que des éléments liés au controversé minijeu Hot Coffee de San Andreas. Après trois jours d'indisponibilité, la version Windows a été rétablie le 14 novembre. Le 19 novembre, Rockstar a annoncé son intention de corriger et d'améliorer le jeu via des mises à jour, dont la première a été publiée dès le lendemain. Le 30 novembre, une option a été ajoutée à San Andreas pour afficher le brouillard au sol, après des critiques concernant son absence. Une mise à jour de février 2022 a corrigé plus de 100 bugs.
Les versions Android et iOS de The Definitive Edition étaient initialement prévues pour la première moitié de l’année 2022. En mai 2022, la société mère de Rockstar, Take-Two Interactive, a repoussé la fenêtre de sortie des versions mobiles à son exercice fiscal 2023, se terminant le 31 mars 2023, avant de remplacer la date de sortie par « à déterminer » en novembre.
En novembre 2023, Netflix a annoncé que The Definitive Edition serait disponible sur Android et iOS à partir du 14 décembre via l’App Store et Google Play, accessible aux abonnés Netflix ainsi qu’à l’achat individuel. Les portages mobiles, développés par Vidéo Games Deluxe, ont corrigé des bugs supplémentaires et ajouté une option d’éclairage permettant d’adopter l’apparence des jeux originaux; ces améliorations ont été intégrées aux versions console et Windows via une mise à jour en novembre 2024. Cette mise à jour a également retiré Grove Street Games des crédits de l’écran d’accueil,. Le PDG de l’entreprise, Thomas Williamson, a condamné cette suppression en la qualifiant de « dick move » et a affirmé que la mise à jour avait été développée par Grove Street Games mais retenue pendant plusieurs années par Rockstar,.

## Accueil

### Critique
The Definitive Edition reçoit des critiques « mitigées ou moyennes » sur PlayStation 5 et Xbox Series X/S, et des avis « généralement défavorables » sur Nintendo Switch et Windows, selon l’agrégateur Metacritic. Il figure parmi les jeux les moins bien notés du site en 2021. Le consensus d’OpenCritic indique que le jeu « échoue totalement à répondre aux attentes des joueurs », avec seulement 12 % des critiques le recommandant. Jordan Middler de Video Games Chronicle décrit la collection comme étant « loin d’être définitive », tandis que Chris Shive de Hardcore Gamer estime que ces jeux « méritent une meilleure compilation que celle-ci ». Justin Clark de GameSpot s’interroge sur le fait que Rockstar, connu pour la qualité et le souci du détail de jeux comme Red Dead Redemption 2 (2018), ait publié un remaster « qui transforme ses jeux les plus emblématiques en un produit de bas étage digne d’un App Store ». En revanche, Jérôme Joffard de Jeuxvideo.com considère que les jeux conservent leur charme original et leur sensation de liberté.

#### Graphismes
Dan Roemer de Destructoid estime que les graphismes améliorés « ont un rendu plutôt solide », et salue particulièrement les enseignes au néon de Vice City. Christopher J. Teuton de Screen Rant considère que les jeux« n’ont jamais eu aussi belle apparence », à l’exception des mods, mais note que l’augmentation de la distance d’affichage dans San Andreas donne à la carte un aspect plus simple et plus petit. Plusieurs critiques partagent ce constat, ; Jordan Middler de Vidéo Games Chronicle affirme que cela « donne l’impression de voir quelque chose qui n’aurait jamais dû être visible », tandis que Tristan Ogilvie d’IGN écrit que cela « brise complètement l’illusion convaincante de l’échelle ».
Zack Zwiezen de Kotaku décrit les graphismes améliorés comme « à la fois impressionnants et distrayants », appréciant les ajouts d’arbres et de végétation, mais signalant la présence de textures mal adaptées ou mal améliorées. Josh Wise de VideoGamer.com estime que l’augmentation de la distance d’affichage et l’éclairage retravaillé altèrent l’ambiance plus brute des jeux originaux, avec Grand Theft Auto III et San Andreas perdant respectivement leur « brume gris-vert » et leur « voile ambré ». Justin Clark de GameSpot partage cette opinion et souligne l’importance de la direction artistique, notant que l’atmosphère et la personnalité des jeux, des villes et des personnages ont été largement atténuées. Fran Ruiz de VG247 considère cependant que la mise à jour de 2024 a permis de restaurer la direction artistique « stylisée » des jeux originaux.
Jérôme Joffard de Jeuxvideo.com estime que le système d’éclairage amélioré met en valeur les thèmes propres à chaque jeu : l’atmosphère sombre de Grand Theft Auto III, les couleurs vives de Vice City et les routes poussiéreuses de San Andreas. Sam Machkovech d’Ars Technica qualifie l’éclairage de « meilleur élément » du jeu, tandis que Jordan Middler de Video Games Chronicle juge qu’il « capture parfaitement l’ambiance », en particulier dans Vice City, bien qu’il remarque que la lumière du soleil est parfois trop intense.  Jordan Olomon de NME écrit que les effets lumineux améliorés « donnent l’impression que ces jeux ressemblent à ce que l’on imaginait quand on était enfant ».
Tristan Ogilvie d’IGN trouve l’éclairage inégal, appréciant les lumières au néon de Vice City ainsi que les reflets dans les voitures et les flaques d’eau, mais critiquant les ombres trop marquées et les effets de pluie distrayants. Keza MacDonald de The Guardian juge ces derniers « si laids qu’ils obstruent la visibilité », tandis que Justin Clark de GameSpot considère qu’ils rendent les jeux « pratiquement injouables ». Plusieurs critiques estiment que les modifications de l’éclairage assombrissent excessivement certaines scènes,,. 

#### Gameplay
Les critiques saluent l'ajout des checkpoints lors des missions,,, ainsi que la roue de sélection des armes et la navigation sur la carte,,, de même que l’amélioration des contrôles de tir, considérée par beaucoup comme rendant le jeu plus accessible et agréable,,.  Cependant, Tristan Ogilvie d’IGN apprécie la navigation améliorée sur la carte mais relève des incohérences lorsqu'il tente de placer un point de passage personnalisé en pleine mission. Il estime également que les points de passage restent trop punitifs et que le ciblage automatique manque de régularité entre les trois jeux, San Andreas étant le plus performant à ce niveau. Dan Roemer de Destructoid juge les combats trop proches des versions originales et les décrit comme« extrêmement rigides et parfois impitoyables ». Christopher J. Teuton de Screen Rant critique la suppression des angles de caméra cinématique et en vue de dessus dans Grand Theft Auto III. Certaines suppressions suscitent des désapprobations parmi les critiques, notamment la disparition de certaines chansons des stations de radio,,, la suppression du drapeau confédéré sur la tenue d’un personnage, pointée par Chris Shive de Hardcore Gamer, et l’absence du mode deux joueurs dans San Andreas, critiquée par Jérôme Joffard de Jeuxvideo.com. Les contrôles de la version mobile reçoivent quant à eux des avis partagés,,.

### Réponse de l'auditoire
Le jeu a fait l’objet d’un phénomène de review bombing (en) sur Metacritic,,, atteignant un score de 0,4/10 à son point le plus bas, l'un des plus faibles sur le site. Les journalistes ont observé que certaines critiques d’utilisateurs évoquaient un rejet du style artistique du jeu ainsi que l'absence de copies anticipées envoyées à la presse,, plusieurs demandant des remboursements,,. Ils ont également noté une réaction négative générale de la part des joueurs en raison de l’apparence inhabituelle de certains modèles de personnages mis à jour, d’erreurs textuelles sur les surfaces du jeu, de problèmes liés à l’augmentation de la distance d’affichage, ainsi que de bugs affectant les modèles et la physique,,. Des utilisateurs ont créé des mods pour améliorer la gestion de la pluie du jeu et restaurer du contenu supprimé,.

#### Réponse des développeurs et des éditeurs
En réponse à la réception négative du jeu, Williamson a déclaré qu'il « appréciait ce niveau sans précédent de surveillance de notre studio ». Le 19 novembre 2021, Rockstar s'est excusé pour les problèmes techniques, reconnaissant que les jeux « n'étaient pas lancés dans un état conforme à nos propres standards de qualité, ni à ceux auxquels nos fans s'attendent ». Rockstar a rapporté que des membres de l'équipe de développement avaient été harcelés en ligne et a appelé sa communauté à « maintenir un discours respectueux et civilisé ». En janvier 2022, Strauss Zelnick, PDG de Take-Two Interactive, a déclaré que le jeu avait connu un « bug » au lancement, qui avait été résolu, et que le jeu « se portait très bien pour l'entreprise »; certains journalistes ont estimé que les commentaires de Zelnick étaient une tentative de minimiser les problèmes majeurs rencontrés lors de la sortie,,. Le mois suivant, Zelnick a réaffirmé que le jeu « avait définitivement rencontré certains problèmes de qualité » et que l'entreprise « avait failli », mais a souligné que les problèmes étaient en cours de résolution. Selon des sources de l'industrie, la réaction négative au jeu aurait conduit Rockstar à mettre en pause les remasters de Grand Theft Auto IV (2008) et Red Dead Redemption (2010), et à concentrer davantage d'efforts sur le développement de Grand Theft Auto VI.

## Ventes
Au Royaume-Uni, The Definitive Edition a été le huitième jeu le plus vendu en novembre 2021, et le vingtième en décembre ; le classement combine les ventes physiques et numériques pour les consoles, bien que le jeu n'ait été disponible qu'en version numérique en novembre. Après sa sortie physique, le jeu a atteint la sixième place dans le classement hebdomadaire des ventes de jeux physiques au Royaume-Uni ; 67 % des copies vendues étaient pour PlayStation 4, le reste étant sur Xbox. Lors de sa deuxième semaine, la version physique est tombée à la 23e place après une chute de 70 % des ventes, et a quitté le top 40 la semaine suivante. Sur le PlayStation Store en novembre 2021, le jeu a été le troisième jeu le plus vendu sur PlayStation 5 en Europe et en Amérique du Nord ; il a été le sixième jeu le plus vendu sur PlayStation 4 en Amérique du Nord, et le huitième en Europe. En décembre, il a été le 20e jeu le plus vendu sur PlayStation 5 en Europe, et a terminé l'année à la 17e place dans la région. Aux États-Unis, la version physique a été le 57e jeu le plus vendu en janvier 2022, et le 16e en février.
Les journalistes estimaient que le jeu pourrait avoir vendu jusqu'à dix millions de copies d'ici décembre 2021,. En février 2022, Zelnick a déclaré que les ventes avaient dépassé les attentes et que l'entreprise se sentait « très satisfaite des performances commerciales du titre », bien que l'analyste Michael Pachter de Wedbush Securities ait affirmé que « tout le monde savait qu'il avait sous-performé ». La sortie mobile a vu les téléchargements mensuels de jeux de Netflix augmenter presque de trois fois, devenant son « lancement le plus réussi à ce jour » avec plus de 18 millions de téléchargements : 2,4 millions pour Grand Theft Auto III, 4,1 millions pour Vice City, et 11,6 millions pour San Andreas,. En juin 2024, ces chiffres avaient dépassé les 30 millions de téléchargements : 3,3 millions pour III, 6,5 millions pour Vice City, et 20,5 millions pour San Andreas ,.